# Arbeitsplatzpositionierung
Arbeitsplatzpositionierung ist ein Begriff aus dem Gebiet des Arbeitsschutzes und bezeichnet entweder einen Bestandteil der persönlichen Schutzausrüstung (PSA), die Personen an ihrem Arbeitsplatz halten und bei Sturzgefahr einen Absturz verhindern muss oder eine technische Einrichtung zur Erreichung hoch- oder tiefgelegener Arbeitsplätze.
Die Arbeitsplatzpositionierung ist u. a. Teil der Seilzugangstechnik und kann auch bei Benutzung der persönlichen Schutzausrüstung gegen Absturz (PSAgA) Anwendung finden.
In Deutschland muss die Arbeitsplatzpositionierung den DGUV Vorschriften und Regeln entsprechen, hier der DGUV Regel 112-198: Einsatz von persönlichen Schutzausrüstungen gegen Absturz. Die Verwendung im Rahmen der Seilzugangstechnik erfolgt nach den Technischen Regeln für Betriebssicherheit (TRBS 2121-3: Bereitstellung und Benutzung von Zugangs- und Positionierungsverfahren unter Zuhilfenahme von Seilen).

## Technik
Bei der Arbeitsplatzpositionierung, die nur in absturzgefährdeten Bereichen zum Einsatz kommt, verwendet der Anwender Ausrüstungen, die üblicherweise zur Persönlichen Schutzausrüstung gegen Absturz gehören. Dabei handelt es sich beispielsweise um Halteseile mit Seilkürzer, Läufer in Steigschutzsystemen oder spezielle Geräte zum Erreichen eines Arbeitsplatzes (zum Beispiel Varianten von EN 341 Geräten). Dabei müssen Verbindungsmittel und Verbindungselemente so eingesetzt werden, dass sie einen Absturz verhindern. Um eine höchstmögliche Sicherheit zu gewährleisten, muss bei solchen Arbeitstechniken zusätzlich eine Sicherung gegen Absturz verwendet werden. Dabei können Systeme nach EN 353-1 (Auffangeinrichtungen an fester Führung), nach EN 353-2 (Auffangeinrichtungen an flexibler Führung) oder Höhensicherungsgeräte nach EN 360 verwendet werden.
Auch können hochziehbare Personenaufnahmemittel verwendet werden, deren Einsatz nach der DGUV Regel 101-005 bei der Berufsgenossenschaft anzeigepflichtig ist.

## Klassifizierung
Ein Arbeitsplatzpositionierungssystem ist auch der Bootsmannstuhl, der als hochziehbares Personenaufnahmemittel (PAM) klassifiziert ist. Die Abgrenzung von Personenaufnahmemitteln und Positionierungssystemen unter Verwendung von PSAgA ist unscharf.
Im Moment (August 2011) gehen auf europäischer Ebene die Bestrebungen dahin, diese Systeme, sofern sie mittels Geräten nach EN 341 durchgeführt werden, unter der Maschinenrichtlinie zu subsumieren (handbetriebene Maschinen, die Personen von einer Ebene zur anderen befördern). Darunter würden dann auch die Abseilgeräte der Seilzugangstechniken fallen, nicht jedoch Positionierungssysteme mit Rückhaltesystemen (Halteseil mit Seilkürzer).

## Normative und rechtliche Verweise
- EN 341 Abseilgeräte
- EN 353-1 Auffangeinrichtungen an fester Führung
- EN 353-2 Auffangeinrichtungen an flexibler Führung
- EN 358 Haltegurte
- EN 360 Höhensicherungsgeräte
- EN 361 Auffanggurte
- EN 795 Anschlagpunkte
- EN 813 Sitzgurte
- Europäische Maschinenrichtlinie
- TRBS 2121-3: Gefährdungen von Personen durch Absturz – Bereitstellung und Benutzung von Zugangs- und Positionierungsverfahren unter Zuhilfenahme von Seilen
- DGUV Regel 112-198: Benutzung von persönlichen Schutzausrüstungen gegen Absturz
- DGUV Regel 112-199: Retten aus Höhen und Tiefen mit persönlichen Absturzschutzausrüstungen

Arbeitsplatzpositionierungssysteme können auch nach EN 363 zertifiziert werden.